# Carl-Frederik Bévort
Carl-Frederik Bévort (Copenhague, 24 de noviembre de 2003) es un deportista danés que compite en ciclismo en las modalidades de pista y ruta.
Ganó tres medallas en el Campeonato Mundial de Ciclismo en Pista entre los años 2022 y 2024, y tres medallas en el Campeonato Europeo de Ciclismo en Pista entre los años 2021 y 2024.
En carretera obtuvo una medalla de plata en el Campeonato Europeo de Ciclismo en Ruta de 2023, en la prueba de contrarreloj sub-23.

## Medallero internacional
| Campeonato Mundial | Campeonato Mundial       | Campeonato Mundial | Campeonato Mundial      |
| Año                | Lugar                    | Medalla            | Competición             |
| ------------------ | ------------------------ | ------------------ | ----------------------- |
| 2022               | Saint-Quentin (Francia)  | Medalla de bronce  | Persecución por equipos |
| 2023               | Glasgow (Reino Unido)    | Medalla de oro     | Persecución por equipos |
| 2024               | Ballerup (Dinamarca)     | Medalla de oro     | Persecución por equipos |
| Campeonato Europeo |                          |                    |                         |
| Año                | Lugar                    | Medalla            | Competición             |
| 2021               | Grenchen (Suiza)         | Medalla de oro     | Persecución por equipos |
| 2022               | Múnich (Alemania)        | Medalla de plata   | Persecución por equipos |
| 2024               | Apeldoorn (Países Bajos) | Medalla de plata   | Persecución por equipos |

| Campeonato Europeo | Campeonato Europeo     | Campeonato Europeo | Campeonato Europeo  |
| Año                | Lugar                  | Medalla            | Competición         |
| ------------------ | ---------------------- | ------------------ | ------------------- |
| 2023               | Drenthe (Países Bajos) | Medalla de plata   | Contrarreloj sub-23 |

## Palmarés
2023
- Tour de Fyen
- 2.º en el Campeonato Europeo Contrarreloj sub-23